# Breguet 941
El Breguet 941 va ser una aeronau quadrimotor amb turbohèlice de transport STOL desenvolupada per Breguet a la dècada del 1960. Tot i haver estat àmpliament avaluat, el Breguet 941 no va ser construït en grans quantitats, amb únic un prototipus i quatre aeronaus produïdes.

## Disseny i desenvolupament
A finals dels anys 40 i principis dels 50, el pioner d'aviació francès Louis Charles Breguet va desenvolupar un prototipus per una aeronau de enlairament i aterratge curt (STOL).
Una primer prototipus experimental, impulsat per quatre motors Turbomeca Turmo II, el Breguet 940 Integral, va fer el seu primer vol el 21 de maig de 1958, i va ser utilitzat per prova el concepte, demostrant un excel·lent rendiment en pista curta. Això va conduir a rebre una comanda el mes de febrer de 1960 per realitzar un prototipus d'una aeronau que empra el mateix concepte, però amb capacitat de portar càrregues útils. Aquesta aeronau, el Breguet 941, va volar per primer cop l'1 de juny de 1961.

## Especificacions (Br 941S)

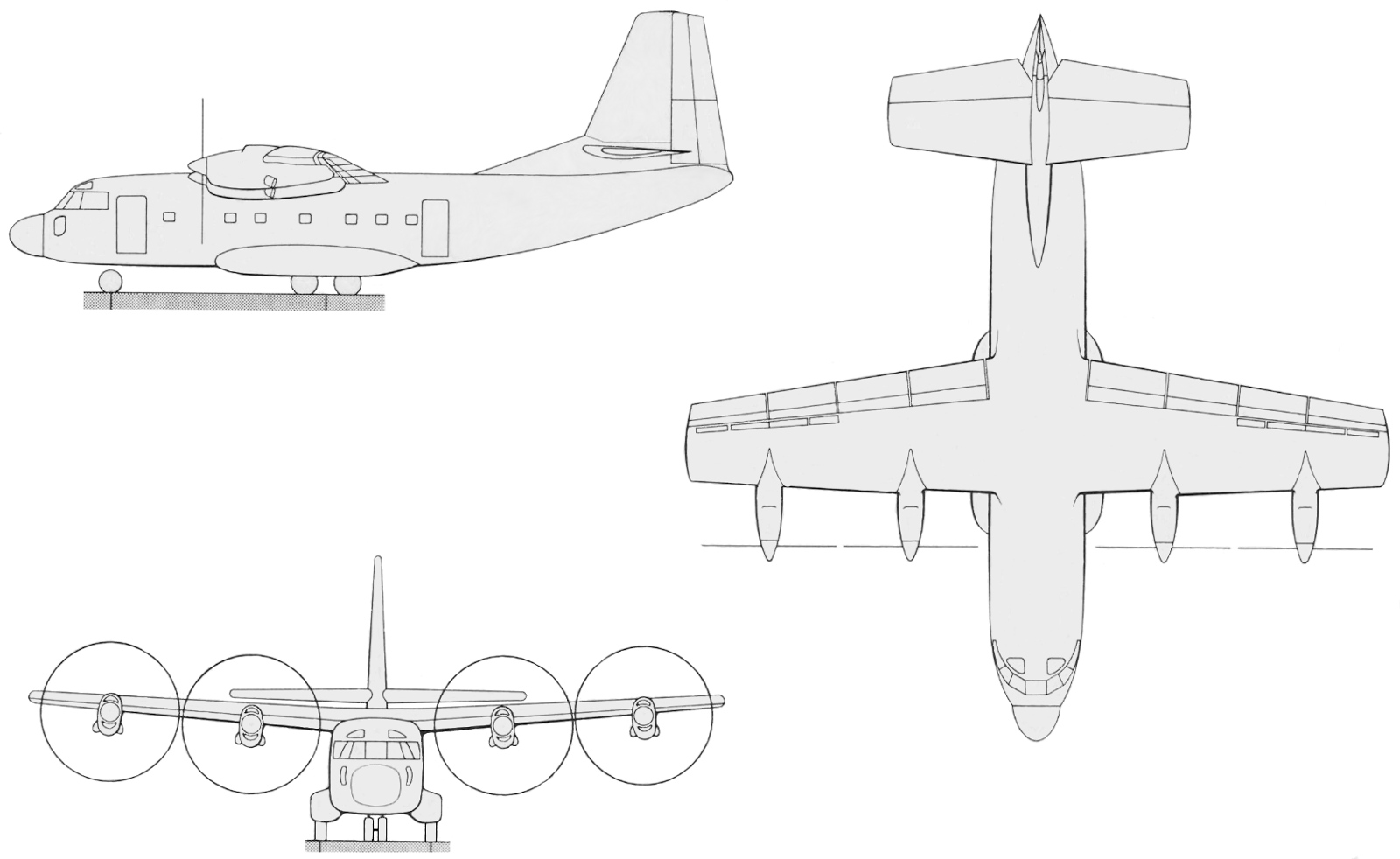
Breguet 941S

Característiques generals
- Tripulació: 2
- Capacitat: 57 passatgers civils, 40 soldats equipats o 24 lliteres
- Longitud: 23,75 m.
- Envergadura: 23,40 m.
- Alçada: 9,65 m.
- Superfície de l'ala 83.8 m²
- Pes buit: 13.460 kg.
- Pes màxim d'enlairament: 26.500 kg.
- Motors: 4×  Turbomeca Turmo IIID3 turbohèlice , 1.500 h.p.   cada un

 Rendiment 
- Velocitat màxima: 450 km/h
- Velocitat de creuer: 400 km/h
- Abast: 1.000 km
- Sostre de servei: 9.500 m